# Sytschowka
Sytschowka (russisch Сычёвка, deutsch auch falsch Sytschewka) ist eine Kleinstadt in der Oblast Smolensk (Russland) mit 8111 Einwohnern (Stand 14. Oktober 2010).

## Geografie
Die Stadt liegt am Nordrand der Sytschowka-Wjasmaer Höhen etwa 235 Kilometer nordöstlich der Oblasthauptstadt Smolensk an der Wasusa, einem rechten Nebenfluss der Wolga.
Sytschowka ist Verwaltungszentrum des gleichnamigen Rajons.
Die Stadt liegt an der auf diesem Abschnitt 1881 eröffneten Eisenbahnstrecke Lichoslawl–Torschok–Rschew–Wjasma (Streckenkilometer 184).

## Geschichte

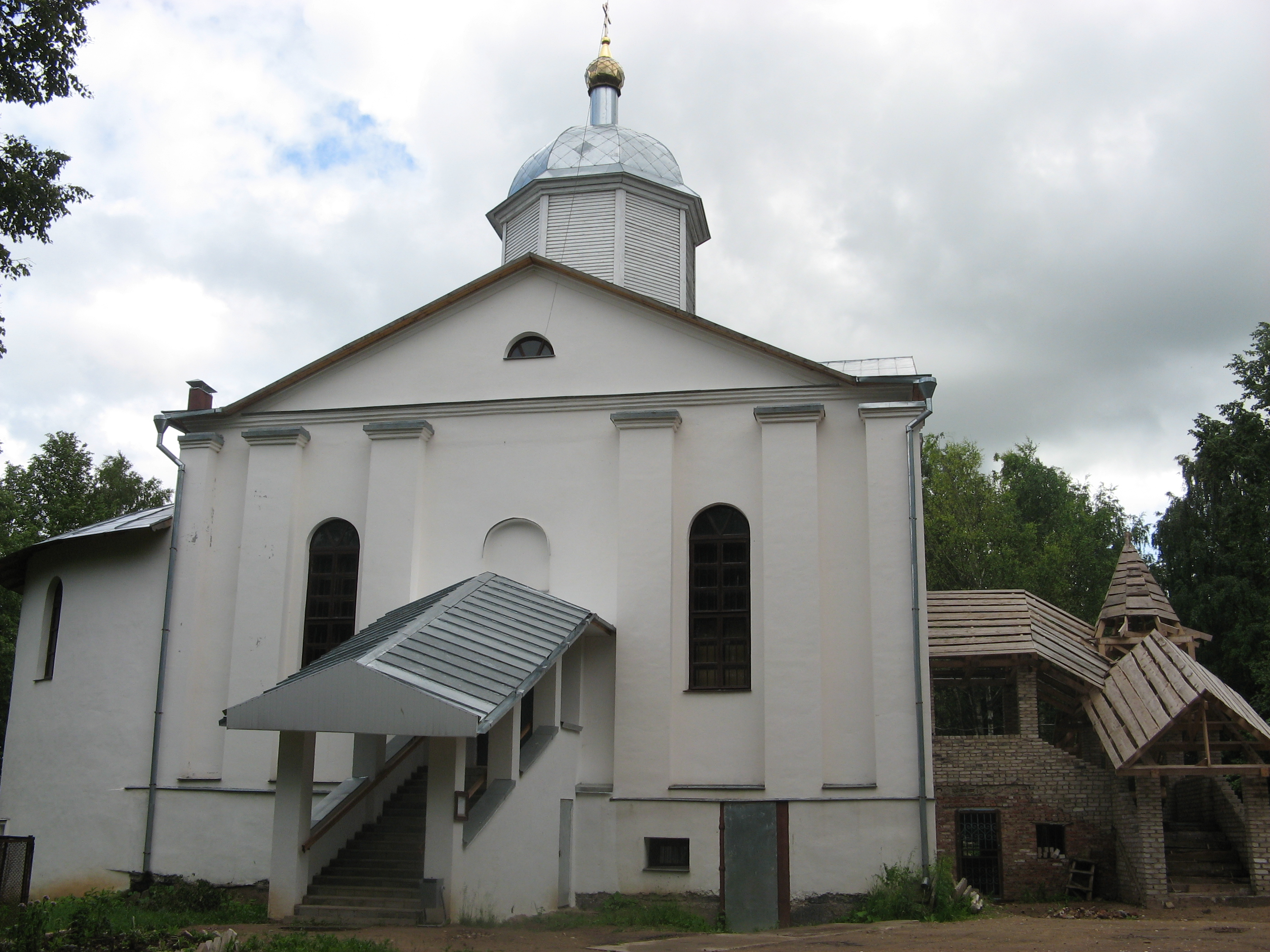
Verkündigungskirche von Sytschowka

Sytschowka wurde erstmals 1488 als dem Twerer Fürsten Iwan Molodoi, einem Sohn des Zaren Iwan III. gehörendes Dorf erwähnt. Ab 1493 gehörte es dem Zarenhof. Der Name ist vom russischen Wort sytsch für Kauz – auch im übertragenen Sinne – abgeleitet (siehe auch Stadtwappen).
1776 wurde dem Ort das Stadtrecht verliehen.
Im Zweiten Weltkrieg wurde Sytschowka am 10. Oktober 1941 von der deutschen Wehrmacht besetzt und am 8. März 1943 von Truppen der Westfront der Roten Armee nach der Räumung des Frontbogens von Rschew durch die Wehrmacht zurückerobert.

### Bevölkerungsentwicklung
| Jahr | Einwohner |
| ---- | --------- |
| 1897 | 4773      |
| 1926 | 7646      |
| 1939 | 8428      |
| 1959 | 6705      |
| 1970 | 8193      |
| 1979 | 8426      |
| 1989 | 9643      |
| 2002 | 8683      |
| 2010 | 8111      |

Anmerkung: Volkszählungsdaten

## Kultur und Sehenswürdigkeiten
Die Stadt besitzt ein Heimatmuseum.
Im Dorf Sokolino steht die Epiphanias-Kirche (Богоявленская церковь/Bogojawlenskaja zerkow) von 1847. In der Nähe liegt der ehemalige Landsitz Dugino, des Diplomaten Graf Nikita Panin (1770–1837, u. a. Botschafter in Berlin) aus dem 18. bis 19. Jahrhundert. Im Dorf Boris-Gleb befinden sich die Boris-und-Gleb-Kirche (Борисоглебская/Borissoglebskaja zerkow) von 1771 und die Niluskirche (Нильская/Nilskaja zerkow) von 1897.

## Wirtschaft
In Sytschowka gibt es eine elektrotechnische Fabrik, eine Druckerei sowie Betriebe der Holz- und der Lebensmittelindustrie.

## Söhne und Töchter der Stadt
- Nikolai Kostylew (1871–1939), Metallurg und Hochschullehrer
- Wladlen Michailow (1925–2004), Armeegeneral[2]
- Wiktor Jegorow (1928–1991), Generalleutnant[3]
- Jurij Kusubow (* 1990), Schachspieler